# Lyriske stykker
Lyriske stykker, stämningsbilder för piano, är en samling av 66 ensatsiga stycken för piano av den norske romantiske kompositören Edvard Grieg, där hans karaktäristiska förkärlek för småformer gör sig tydliga. Det första stycket (op.12) påbörjades 1867, och det sista (op.71) skrevs 1901. Han höll sig fast vid dessa små stycken fram till op. 73 Stemninger som skrevs 1905. Det är möjligt att han hade Robert Schumann som förebild vid komponerandet, som i vissa andra verk, exempelvis pianokonserten i a moll.
Samlingen utgavs efter hand, totalt i tio häften. I de senare styckena är hans egen stil allt mer dominerande. Grieg själv kallade sina stycken för et stykke intim livshistorie (ett stycke intim livshistoria), men "ändå hade han dåligt samvete, när han alltför mycket ägnade sig åt att skriva den sortens musik." 1896 skriver han således till sin förläggare: "til min skam må jeg bekjenne att jeg igjen har vært 'lyrisk'." (till min skam måste jag erkänna att jag återigen har varit lyrisk).
Många stycken har ofta använts för pianoelever, men ett flertal inspelningar har gjorts av framstående pianister. Leif Ove Andsnes spelade 2002 in 24 lyriska stycken på Griegs egen Steinwayflygel.

## Op. 12: Lyriske stykker, häfte ett (1867)

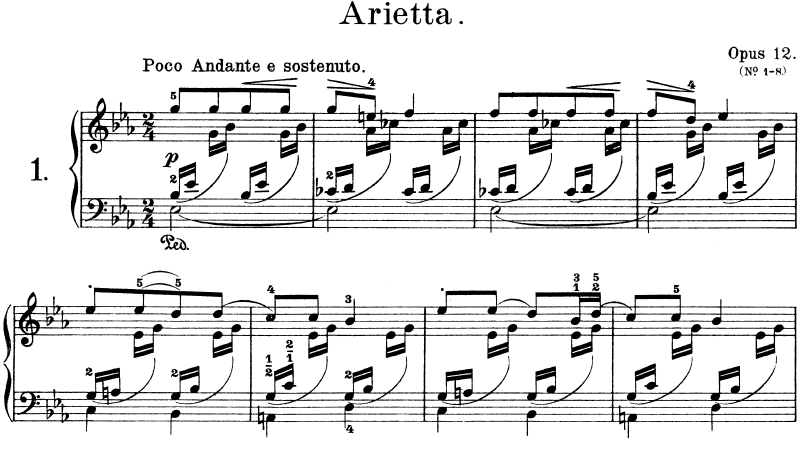
Inledningen av Arietta, ett av Griegs favoritstycken

- Nr. 1. Arietta
- Nr. 2. Vals
- Nr. 3. Vektersang
- Nr. 4. Alfedans
- Nr. 5. Folkevise
- Nr. 6. Norsk
- Nr. 7. Stamboksblad (Albumblad)
- Nr. 8. Fedrelandssang

## Op. 38: Lyriske stykker, häfte två (1883)
- Nr. 1. Vuggevise
- Nr. 2. Folkevise
- Nr. 3. Melodie
- Nr. 4. Halling
- Nr. 5. Springdans
- Nr. 6. Elegie
- Nr. 7. Vals
- Nr. 8. Kanon

## Op. 43: Lyriske stykker, häfte tre (1886)
- Nr. 1. Sommerfugl Grieg spelar Sommerfugl 1906 (fil)

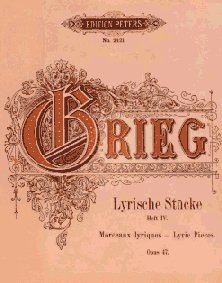
Fjärde häftet av Griegs lyriska stycken

- Nr. 2. Ensom vandrer
- Nr. 3. I hjemlandet
- Nr. 4. Liten fugl
- Nr. 5. Erotik
- Nr. 6. Til våren

## Op. 47: Lyriske stykker, häfte fyra (1888)
- Nr. 1. Valse-Impromptu
- Nr. 2. Albumblad
- Nr. 3. Melodi
- Nr. 4. Halling
- Nr. 5. Melankoli
- Nr. 6. Springdans
- Nr. 7. Elegi

## Op. 54: Lyriske stykker, häfte fem (1891)
- Nr. 1. Gjetergutt
- Nr. 2. Gangar
- Nr. 3. Trolltog
- Nr. 4. Notturno Notturno med Mark Gasser (fil)
- Nr. 5. Scherzo
- Nr. 6. Klokkeklang

Nr 1-4 arrangerades av Grieg även för orkester 1904.

## Op. 57: Lyriske stykker, häfte sex (1893)
- Nr. 1. Svundne dager
- Nr. 2. Gade
- Nr. 3. Illusjon
- Nr. 4. Hemmelighet
- Nr. 5. Hun danser
- Nr. 6. Hjemve

## Op. 62: Lyriske stykker, häfte sju (1895)
- Nr. 1. Sylfide
- Nr. 2. Takk
- Nr. 3. Fransk serenade
- Nr. 4. Bekken
- Nr. 5. Drømmesyn
- Nr. 6. Hjemad

## Op. 65: Lyriske stykker, häfte åtta (1896)
- Nr. 1. Fra ungdomsdagene
- Nr. 2. Bondens sang
- Nr. 3. Tungsinn
- Nr. 4. Salon
- Nr. 5. I balladetone
- Nr. 6. Bryllupsdag på Troldhaugen

## Op. 68: Lyriske stykker, häfte nio (1898-99)
- Nr. 1. Matrosenes oppsang
- Nr. 2. Bestemors menuett
- Nr. 3. For dine føtter
- Nr. 4. Aften på høyfjellet
- Nr. 5. Bådnlåt
- Nr. 6. Valse mélankolique

Nr 5 och 6 arrangerades av Grieg även för orkester 1899.

## Op. 71: Lyriske stykker, häfte tio (1901)
- Nr. 1. Det var engang
- Nr. 2. Sommeraften
- Nr. 3. Småtroll
- Nr. 4. Skogstillhet
- Nr. 5. Halling
- Nr. 6. Forbi
- Nr. 7. Efterklang